# Lista över Filippinernas regeringschefer
Detta är en lista över Filippinernas regeringschefer. 1986 avskaffades posten.
| Namn                | Ämbetsperiod                    |
| ------------------- | ------------------------------- |
| Apolinario Mabini   | 21 januari – 7 maj 1899         |
| Pedro A. Paterno    | 7 maj – 13 november 1899        |
| Ferdinand E. Marcos | 12 juni 1978 – 8 april 1981     |
| Cesar Virata        | 8 april 1981 – 25 februari 1986 |
| Salvador Laurel     | 25 februari – 25 mars 1986      |